# علامت (فیلم ۱۹۹۱)
علامت (به مالایالم: Adayalam) یا مارک (به انگلیسی: Mark) فیلمی هندی محصول سال ۱۹۹۱ و به کارگردانی کی.مادو است. در این فیلم بازیگرانی همچون مموتی، رکا هریس، شوبانا، مورالی و کالپانا ایفای نقش کرده‌اند.